# Caluromyinae
Caluromyinae är en systematisk grupp i ordningen pungråttor.
Taxonet listas antingen som underfamilj (som här) eller som familj.
Arterna når en kroppslängd (huvud och bål) av cirka 30 cm och en svanslängd av cirka 45 cm. Ovansidan är täckt av tät och ullig päls. Kännetecknande är dessutom en mörk lodrätt strimma från nosen mot hjässan. Den långa svansen kan användas som gripverktyg. Honor av nästan alla arter har en väl utvecklad pung (marsupium). Hos Caluromys philander finns bara hudflikar på buken som skyddar de nyfödda ungarna. Skillnader mot andra pungråttor består i en avvikande konstruktion av vristleden samt i de genetiska egenskaperna.
Utbredningsområdet sträcker sig från södra Mexiko över Centralamerika och norra Sydamerika till Argentina.
Följande släkten ingår i Caluromyinae.
- Ullpungråttor (Caluromys), med tre arter
- Svartokspungråttor (Caluromysiops), med en art

Ibland infogas släktet Glironia men det utgör enligt andra zoologer en egen underfamilj.